# 異教詭屋
《異教詭屋》（英語：Heretic）是一部2024年美國心理恐怖片，由史考特·貝克和布萊恩·伍茲編導，休·葛蘭、蘇菲·蔡徹和克洛伊·伊絲特主演。電影講述耶穌基督後期聖徒教會的兩名傳教士試圖改變一位隱居英國人的信仰，卻發現對方比表面上看起來更危險的故事。
《異教詭屋》2024年9月8日在多倫多國際影展上舉行全球首映，2024年11月8日由A24發行於美國院線。電影在影評界取得普遍好評。

## 演員
- 休·葛蘭飾演里德先生（Mr. Reed）[5]
- 蘇菲·蔡徹飾演巴恩斯修女（Sister Barnes）[5]
- 克洛伊·伊絲特（英语：Chloe East）飾演帕克斯頓修女（Sister Paxton）[5]
- 托弗·格雷斯飾演甘迺迪長老（Elder Kennedy）[6]
- 艾拉·揚（Elle Young）飾演先知（Prophet）[7]

## 製作
據2023年6月的報導，史考特·貝克和布萊恩·伍茲將為A24電影《異教詭屋》編寫劇本並執導。該片由休·葛蘭和克洛伊·伊絲特主演。
本片獲得了一份臨時協議，允許在2023年SAG-AFTRA大罷工期間進行拍攝。2023年10月3日至11月16日，《異教詭屋》以不足1000萬美元的製作預算在溫哥華進行主要拍攝，歷時30天。

## 發行
《異教詭屋》2024年9月8日在多倫多國際影展上舉行全球首映。本片原定2024年11月15日在美國院線上映，之後提前至11月8日。

## 外部連結
- 官方网站
- 互联网电影数据库（IMDb）上《異教詭屋》的资料（英文）
- 豆瓣电影上《異教詭屋》的資料 （简体中文）